# Pereneia
Pereneia là một chi bướm ngày thuộc họ Bướm nâu.